# Liste der Bodendenkmäler in Hennef (Sieg)
Die Liste der Bodendenkmäler in Hennef (Sieg) enthält die denkmalgeschützten unterirdischen baulichen Anlagen, Reste oberirdischer baulicher Anlagen, Zeugnisse tierischen und pflanzlichen Lebens und paläontologischen Reste auf dem Gebiet der Stadt Hennef (Sieg) im Rhein-Sieg-Kreis in Nordrhein-Westfalen (Stand: Februar 2012). Diese Bodendenkmäler sind in Teil B der Denkmalliste der Stadt Hennef (Sieg) eingetragen; Grundlage für die Aufnahme ist das Denkmalschutzgesetz Nordrhein-Westfalen (DSchG NRW).
| Bild                            | Bezeichnung                                                                                 | Lage                                    | Beschreibung | Bauzeit | Eingetragen seit      | Denkmal- nummer |
| ------------------------------- | ------------------------------------------------------------------------------------------- | --------------------------------------- | ------------ | ------- | --------------------- | --------------- |
|                                 | Ringwall „Die Alte Burg“, Bergbau, Grube Altglück                                           | Wellesberg / Bennerscheid               |              |         | 10.5.1983             | B 1             |
| Niederungsmotte Burg Ravenstein | Niederungsmotte Burg Ravenstein                                                             | Süchterscheid / Ravenstein Karte        |              |         | 17.12.1984            | B 2             |
|                                 | Blätterkohlevorkommen                                                                       | zwischen Rott und Söven                 |              |         | 15.5.1986             | B 3a–l          |
|                                 | Hofwüstung Abtshof                                                                          | Geistingen                              |              |         | 14.11.1990            | B 4             |
| weitere Bilder                  | Stadt und Burg Blankenberg                                                                  | Stadt Blankenberg                       |              |         | 17.3.1992             | B 5             |
|                                 | Bodendenkmal Höhensperre „Driescher Grengel“                                                | Bödingen, Driesch, Nutscheider Höhenweg |              |         | 16.07.2004            | B 6             |
|                                 | Bodendenkmal Höhensperre „Stockumer Grengel“                                                | Stockum, Nutscheider Höhenweg           |              |         | 22.03.2005            | B 7             |
|                                 | Steiner Mühle, Mühlteich, Obergraben, Untergraben                                           | Stein                                   |              |         | 04.05.2009            | B 8.1–B 8.13    |
|                                 | Mühlenwüstung Allner Mühle, Mühlengraben mit verlandetem Obergraben, Untergraben, Mühlteich | Allner / Müschmühle                     |              |         | 5.5.2009 / 10.09.2009 | B 9.1–B 9.4     |